# Neoblattella paulista
Neoblattella paulista är en kackerlacksart som beskrevs av Rocha e Silva och Gurney 1963. Neoblattella paulista ingår i släktet Neoblattella och familjen småkackerlackor. Inga underarter finns listade i Catalogue of Life.